# Camille Folliet
Pour les articles homonymes, voir Folliet.
 (février 2011).
Camille Folliet est un religieux et résistant français. Né le 28 mars 1908 à Annecy, « mort pour la France » le 9 avril 1945.

## Biographie

### Famille, formation
Né à Annecy le 28 mars 1908, dans une famille de commerçant de la rue Sommeiller, il est le quatrième des huit enfants de Jean Félix (dit Johanny) Folliet et de Julia Dunoyer. Il fait ses études chez les frères de l'école des Cordeliers et entre au collège de Rumilly, dont le supérieur est un oncle maternel.
En 1926, il passe son bac et entre au grand Séminaire d'Annecy. Son frère Jean, moine bénédictin de l'abbaye d'Hautecombe, dira que « sa vocation fut réfléchie et consciente ».
Il a pour conseiller et guide spirituel le chanoine Francis Mugnier. Lors de ses vacances, il se rend au presbytère de La Clusaz, où le père Jean Premat, curé de la paroisse l'accueille. Il peut ainsi participer aux activités paroissiales, s'occupant de la chorale qu'il accompagne à l'orgue. Son cursus est interrompu par deux fois, la première pour faire son service militaire comme radiotélégraphiste au 28e régiment du génie de Montpellier, et la seconde pour remplacer un professeur malade pendant trois mois au collège de Thônes. Il écrit aussi à cette époque à un ami de la famille, Raoul Harscouët, évêque de Chartres, pour lui confier ses états d'âme de jeune séminariste.

### Prêtrise
Il est ordonné prêtre le 21 mai 1932, en la cathédrale d'Annecy par Florent du Bois de la Villerabel, évêque d'Annecy.

#### Engagement social
Nommé vicaire à Ugine, le 7 octobre 1932, il organise des camps pour les jeunes au bord du lac d'Annecy, comme à Menthon-Saint-Bernard, ou encore au bord du lac d'Aiguebelette.
Aimant la musique et jouant du piano à bretelles, de l'harmonium et de l'orgue, il crée une section de la Jeunesse ouvrière chrétienne (JOC). Il se fait l'apôtre de la justice sociale pendant le conflit de 1934 à l'usine Ugitech. En 1936, il organise des réseaux de solidarité, les salaires des ouvriers d'Ugine sont multipliés par deux, parfois par trois. Puis en 1938, un nouveau conflit éclate, le patronat fait marche arrière. S'il approuve les initiatives sociales d'André Pringolliet, il regrette profondément son anticléricalisme. Dans ces temps difficiles, il aime à se retirer à l'abbaye de Tamié, parfois quelques jours, le plus souvent quelques heures.

### Seconde Guerre mondiale
Le 24 août 1939, il est mobilisé et affecté en Tarentaise sur la ligne Maginot. Il opère en tant que caporal-chef radio d'une unité du dépôt de guerre du génie n° 28. Son jeune frère François est tué le 27 mai 1940, lors de la bataille de La Bassée pour le contrôle du canal d'Aire, aux confins des départements du Nord et du Pas-de-Calais. Démobilisé le 26 juillet, il peut se joindre au deuil de ses parents, puis il reprend ses fonctions de vicaire à Ugine.

#### Sauvetage des Juifs
Au courant de l'automne 1940, nommé aumônier fédéral de la JOC, il quitte Ugine pour venir s'installer à Annecy. Le 1er décembre, il est auprès de sa mère lorsque celle-ci meurt inopinément, il en est profondément affecté. Il loge dans un immeuble du passage de la cathédrale que le chanoine Clavel a baptisé Maison du Peuple. À la suite de l'invasion de la zone libre par les Allemands en juin 1942, il met deux pièces de la bâtisse à la disposition de l'Union chrétienne de jeunes gens (UCJG) et de la 6e EIF qui tentent de faire passer des Juifs vers la Suisse. 
Il ouvre au 12 rue de la Filaterie la Maison des chômeuses, où l'on dispense des formations. Puis, il crée des jardins ouvriers au-dessus du monastère de la Visitation pour venir en aide aux plus démunis. Il invite les jeunes à héberger des Juifs. Allant de réunion en réunion, il ne ménage ni son temps ni son énergie, étant toujours à l'écoute des autres. 
Prêtre de terrain, il peut compter dans son action sur l'aide et l'appui de ses confrères : Paul Chevallier, curé de Cluses, Albert Simond, curé d'Évian, ainsi que ses vicaires les pères Simon Gallay et Pierre Mopty, Jean-Joseph Rosay, curé de Douvaine, Abel Jacquet, curé  de Juvigny, Marius Jolivet, curé de Collonges-sous-Salève, Georges Neyroud, curé de Savigny et probablement le père Louis Favre du juvénat de Ville-la-Grand. Il coopère également avec le pasteur annécien Paul Chapal et sa femme Odette, Mireille Philip, Pierre Piton, Rolande Birgy, qui sont, comme la plupart des religieux susnommés, reconnus Justes parmi les nations ; mais encore avec l'Amitié chrétienne, la Cimade, l'Œuvre de secours aux enfants (OSE) ; toujours dans un seul objectif : soustraire le plus grand nombre possible de Juifs aux nazis, en les cachant, puis en leur faisant passer les frontières valaisanne ou genevoise. Employée à la préfecture d'Annecy, Jeanne Brousse lui fournit des formulaires nécessaires à la fabrication de faux papiers.

#### Résistance
Lorsqu'en 1943, le Service du travail obligatoire (STO) est instauré, il héberge et assiste dans leur fuite les jeunes insoumis, que ce soit vers la Suisse ou vers les maquis. Sa position est très claire, il ne faut pas partir en Allemagne ; il se situe dans la pensée des Cahiers du Témoignage chrétien de Pierre Chaillet. Son action pour la protection des réfractaires au STO, notamment ceux de la JOC, attire une foule de jeunes venus des quatre coins de France.
Le 13 mars 1943, Alphonse Métral, originaire d'Annecy, responsable des JOC à Grenoble, quitte la ville afin d'échapper au STO. Il se rend en train dans sa ville natale, y rencontre l'abbé qui lui conseille dans un premier temps de se cacher. Avec trois autres jocistes, il se réfugie au hameau de la Blonnière à Dingy-Saint-Clair. Quelques jours après, Camille Folliet les informe qu'un « stage de maquis » a lieu au col des Saisies, où Métral et Fernand Laydevant se rendent,.
Le prêtre ne cesse de mettre les jeunes en contact avec les premiers résistants de la future Armée secrète à Thônes. C'est le début de ce qui va devenir le camp de Manigod, avec à sa tête le futur préfet Irénée Revillard. Il donne des rendez-vous le matin à 6 heures dans l'église où il célèbre la messe.
Son action est découverte par l'Organisation de la surveillance et de la répression de l'antifascisme (OVRA), il est alors contraint d'entrer dans la clandestinité. En liaison avec les chefs de la Résistance, il va contribuer au développement des camps de maquisards de la vallée de Thônes qui donneront naissance un an plus tard au maquis des Glières. Ce sont des anciens du 27e bataillon de chasseurs alpins qui en assurent l'encadrement. Il est toujours en liaison avec le secrétariat général de la JOC, installé dans la résidence d'été du cardinal Pierre Gerlier à Sainte-Foy-lès-Lyon. Il diffuse les Cahiers de notre jeunesse et Les Cahiers du Témoignage chrétien du père Chaillet ainsi que les journaux de la Résistance tels Les petites ailes de France de François de Menthon, Dernière colonne, le Coq enchainé, Le Franc-Tireur, Libération Nationale et Combat.

#### Arrestation
Le 30 mai 1943, Joseph Rovan, agent de liaison de Jean-Marie Soutou, se trouve chez Camille lorsque l'OVRA tente une première fois de l'interpeller ; ils arrivent tous les deux à prendre la fuite par un escalier de service. Le 10 juin, à 18 heures trente, il est arrêté par des hommes de l'OVRA en gare d'Annecy, alors qu'il descend du train venant de La Roche-sur-Foron. Maître Louis Volland, notaire à Annecy, est présent et veut s'interposer lors de l'arrestation brutale du prêtre, mais il est lui aussi interpellé ; ils sont conduits à pieds à la caserne de Galbert. L'abbé s'empresse de déchirer et d'avaler un papier compromettant durant le transfert, un des militaires de l'escorte lève la crosse de son arme, mais hésite à frapper l'ecclésiastique car des passants pourraient protester. Le lendemain, le domicile de ses parents situé au n° 16 de la rue Sommeiller est perquisitionné. L'affaire fait grand bruit et remonte jusqu'à Vichy. Il subit un interrogatoire "musclé", puis est transféré à Chambéry, enfermé dans les soutes à munitions de la caserne Curial. Du soupirail de sa geôle il voit la croix du Nivolet, c'est alors qu'il commence à écrire ses Croquis de prison qu'il achève au Bourget-du-Lac, où il est transféré courant juillet. Il est de nouveau transféré, cette fois-ci à la caserne Hoche de Grenoble avant d'être jugé.

#### Condamnation, incarcérations
Le prêtre doit comparaître en même temps que des maquisards de la montagne des Princes (Droisy) et du maquis des dents de Lanfon. Le 26 juillet, le transfert des prévenus a lieu vers une destination qui leur est inconnue. Le voyage s'effectue à bord d'un camion bâché, dans des conditions que l'abbé juge inhumaines. Il a une altercation avec un garde italien qui lui crache au visage. Le 30, ils passent devant le tribunal militaire de la IVe armée italienne à Breil-sur-Roya. Les avocats n'ayant pas connaissance des dossiers, la plupart des résistants sont condamnés à des peines allant de deux à quatre ans d'emprisonnement, à part Marie Blandin, Étienne Pétrel, Jean Ouvrard, secrétaire départemental de l'Armée secrète, et Camille Folliet qui sont condamnés à dix ans de réclusion, pour soutien à des bandes armées combattant les forces italiennes,. Camille proteste, écrit au roi d'Italie Victor-Emmanuel, en vain. 
Le lendemain du jugement ils partent en train pour Coni. Entre la gare et la prison,  un attroupement d'habitants vocifère à leur passage et sont étonnés qu'un prêtre et une femme figurent dans la colonne des prisonniers. L'abbé Folliet y reste du 31 juillet au 28 août 1943, avant d'être incarcéré au pénitencier de Fossano. La vie y est infecte : les paillasses y sont mal garnies et pleines de vermine, une tinette placée au centre de la pièce, déborde chaque matin. Le prêtre porte sa soutane, c'est pour lui une véritable humiliation que d'être dans ce cloaque. La dignité dont il fait preuve impressionne ses codétenus. Il y fait la connaissance d'Emilio Sereni, un des dirigeants du parti communiste italien, d'origine juive, ayant fait de la résistance en France et échappé sept fois au peloton d'exécution. L'aumônier italien lui remet du vin afin qu'il puisse célébrer la messe, mais ses gardiens s'étant rendu compte qu'il le partage avec les prisonniers, de plus qu'il dissimule de quoi écrire sous sa soutane, on lui retire cette dernière. Il porte la tenue de bagnard avec le numéro de matricule 256 et ne peut plus célébrer la messe. Puis les événements se précipitent, une mutinerie éclate dans la prison, un caporal pressé de s'enfuir laisse la porte ouverte, Italo Nicoletto (it), homme fort du parti communiste italien, incarcéré avec l'abbé, met son pied dans l'interstice de la porte afin d'empêcher qu'elle ne soit refermée. Ainsi tout le monde se précipite dehors. Camille Folliet tente de se cacher dans l'église, mais il est repris une heure plus tard. Il écrit à un cardinal romain dans l'espoir d'obtenir le statut de prisonnier de guerre et demande à ce dernier d'intervenir auprès de l'évêque de Fossano. En janvier 1944, il est transféré par mesure "préventive" à la prison d'Alessandria, puis à celle de Padoue le 11 mars 1944 où il se trouve être le seul Français au milieu d'un groupe de trois cents prisonniers Yougoslaves. Conséquemment à la guerre civile, ces derniers sont libérés après la fermeture du camp par les Allemands. Camille Folliet retrouve la liberté le 20 mars 1944, après l'intervention d'un délégué de la Croix-Rouge auprès de la Gestapo de Venise.

#### Libération de Paris
À son retour de captivité, son évêque lui conseille de prendre un peu de distance et d'aller faire un stage au séminaire de la mission de France à Lisieux, il y arrive le 21 mai 1944. Manquant d'action, il part pour la mission de Paris qui vient d'être créée. Camille Folliet est embauché comme prêtre ouvrier à l'usine BMW d'Argenteuil. Il soutient et anime un groupe de jeunes résistants qui ont fondé la Nouvelle Jeunesse Française. Puis, du 19 au 24 août, il se joint aux résistants sur les barricades de Paris, boulevard Saint-Michel, sautant par-dessus celles-ci pour porter l'extrême-onction aux mourants. Il y retrouve son ami Pistre au PC de l'hôtel des Pyrénées, rue de Seine. Voulant porter les armes, il quitte sa soutane pour faire le coup de feu au Carrefour de la Mort, au croisement du boulevard Saint-Michel et du boulevard Saint-Germain.

#### Aumônier des chasseurs alpins
En décembre 1944, Camille Folliet accepte d'être l'aumônier de la 5e demi-brigade de la 27e division d'infanterie alpine, cette dernière a été reconstituée par le lieutenant-colonel Jean Valette d'Osia à partir de bataillons FFI, puis elle passe sous le commandement du général Eugène Molle en Janvier 1945. La demi-brigade est sous les ordres du lieutenant-colonel "Oronce" de Galbert, elle est composée des 7e, 13e et 27e bataillons de chasseurs alpins et d'un groupe du 69e régiment d'artillerie de montagne. Son PC est à Bourg-Saint-Maurice où Roger Frison-Roche y est officier de liaison. Camille Folliet refuse tout grade et tout galon, il ne veut être que « l'abbé ». Il écrit à Léon-Albert Terrier, ancien évêque de Moûtiers, alors évêque de Bayonne, profite de petits moments de répit pour retravailler à son Chemin de Croix et à ses Croquis de prison.

#### Mort pour la France
Le 18 janvier 1945, il est sur le front des Alpes à Bourg-Saint-Maurice, durant l'automne à Cluses et à Chedde avec son ami Pierre Metay. Il sauve son oncle Léon à qui il est reproché d'avoir eu des complaisances pour l'occupant. En mars, le 13e bataillon de chasseurs alpins passe à l'offensive, une action est menée sur un front étendu : le Roc Noir, La Redoute, le mont Valezan. Le péril est grand, l'aumônier du 13e BCA demande à Camille Folliet de se joindre à lui. Il se trouve au Roc Noir en ce samedi matin du 30 mars 1945. Les cris des blessés sont insoutenables. L'abbé  rejoint la 1re compagnie. Il bondit malgré les recommandations du capitaine Calderini. Il approche du blessé qu'il est parti secourir, Une rafale claque, l'abbé ressent une douleur sur son bras, il crie. Les copains l'ont vu. Une poignée de volontaires va aller le chercher. Le prêtre a le bras fracassé, Frison-Roche le descend sur La Rosière. Ne voulant pas être évacué, l'abbé est pourtant contraint d'accepter. Puis il est conduit en urgence de Bourg-Saint-Maurice à l'hôpital d'Aix-les-Bains. La gangrène l'envahit. L'infection gagne tout son corps. Il souffre atrocement et regrette de ne pas pouvoir conduire sa mission à son terme. Il pousse son dernier soupir le lundi 9 avril 1945 à 18 heures, moins d'un mois avant la victoire.

#### Funérailles
Les jocistes font la veillée funèbre toute la nuit dans la cathédrale auprès de la dépouille de Camille, son cercueil recouvert du drapeau et des fanions de nombreux mouvements d'Action catholique, des syndicats CFTC et CGT, du parti communiste et  du parti socialiste.
Auguste Cesbron, évêque d'Annecy, célèbre les funérailles du prêtre le 11 avril 1945 et prononce l'éloge panégyrique du héros savoyard.
Les funérailles grandioses du martyr sont célébrées en présence d'une centaine de prêtres en tenue liturgique et de plusieurs milliers de personnes, d'un détachement de chasseurs alpins, d'un groupe d'éclaireurs skieurs descendu du front de la Haute Tarentaise où Camille fut mortellement blessé, du préfet Irénée Revillard, des présidents des comités de Libération de Haute-Savoie et de Savoie, des officiers des unités des Alpes, des groupes de maquisards de l'Armée secrète, de FTP, des mouvements de réseaux clandestins ayant dirigé des Juifs et maquisards vers la Suisse. Le chanoine Duval, futur cardinal d'Alger, préside l'Eucharistie. Ses fonctions de vicaire général des œuvres l'avaient conduit à être en rapport avec le défunt. Au cimetière, maître Louis Volland fit un discours au nom de l'association des premiers Résistants et le colonel de Galbert en fit un au nom des unités du front des Alpes dont l'abbé était l'aumônier.

## Écrits
- Le sens du Maquis, dans Le Courrier Savoyard n°1, paru le 14 octobre 1944 ;
- Croquis de Prison et chemin de Croix Inachevé, Suite à l'Inachevé - éd. Gardet, Annecy, 1945, rééditions en 1945[Note 8], 1985, 1999, bois gravé et ornements de E. Bernhardt.

## Décorations
- Chevalier de la Légion d'honneur, à titre posthume ;
- Croix de guerre 1939–1945, palme de bronze, à titre posthume ;
- Médaille de la Résistance française avec rosette, à titre posthume (décret du 11 mars 1947)[19] ;
- Médaille de Juste parmi les nations[20], le 15 septembre 1991.

## Iconographie
- Immortalisé par la photographie de Robert Doisneau, prise sur les barricades du Boulevard Saint-Michel à la Libération de Paris, en août 1944.

## Hommages
- Dans Le Courrier Savoyard, L'Essor Savoyard, Le Républicain Savoyard, Courrier Français du Témoignage chrétien, la revue des Amis du Val de Thônes nos 9 & 10 (1984) ;
- Dom Jean Folliet, OSB La vie exemplaire et la mort de l'abbé Camille Folliet dans la préface ou la postface (suivant l'édition) de l'ouvrage de son frère, Croquis de prison et chemin de croix inachevé.